# Nsawam
Nsawam – miasto i stolica dystryktu Nsawam Adoagyire w Regionie Wschodnim w Ghanie, 23 km na północ od Akry, położone przy głównej drodze między Akrą a Kumasi.
Liczba mieszkańców w 2010 roku wynosiła ok. 36,7 tys..